# Inkster (Dakota du Nord)
Pour les articles homonymes, voir Inkster.
Inkster est une ville située dans le comté de Grand Forks, dans l’État du Dakota du Nord, aux États-Unis. Lors du recensement de 2010, elle comptait 52 habitants. Inkster fait partie de l’agglomération de Grand Forks, le siège du comté.

## Histoire
Inkster a été fondée en 1884.

## Démographie
| 1890 | 1910 | 1920 | 1930 | 1940 | 1950 |
| ---- | ---- | ---- | ---- | ---- | ---- |
| 211  | 353  | 368  | 257  | 310  | 304  |

| 1960 | 1970 | 1980 | 1990 | 2000 | 2010 |
| ---- | ---- | ---- | ---- | ---- | ---- |
| 282  | 198  | 135  | 127  | 102  | 50   |

## Source
- (en) Cet article est partiellement ou en totalité issu de l’article de Wikipédia en anglais intitulé « Inkster, North Dakota » (voir la liste des auteurs).